# Sběř
Sběř är en ort i Tjeckien. Den ligger i den centrala delen av landet, 80 km öster om huvudstaden Prag. Sběř ligger 247 meter över havet och antalet invånare är 264.
Terrängen runt Sběř är platt. Runt Sběř är det ganska tätbefolkat, med 124 invånare per kvadratkilometer. Närmaste större samhälle är Jičín, 14,0 km norr om Sběř. Trakten runt Sběř består till största delen av jordbruksmark.